# Jacinto Ramos
Jacinto da Silva Ramos (Restauradores, Lisboa, 3 de outubro de 1917 — Lisboa, 4 de novembro de 2004) foi um ator, realizador e guionista português.
Ao longo da sua carreira dedica especial atenção ao teatro amador, criando e/ou dirigindo vários grupos de teatro, entre os quais: CITAC de Coimbra, CITAC da Faculdade de Direito de Lisboa, o da Faculdade de Medicina de Lisboa, Instituto Superior Técnico, Instituto Superior de Agronomia, Banco de Angola, Banco Fonsecas & Burnay e Tabaqueira. De Igual forma cria inúmeras companhias de teatro, entre outras: Grupo de Teatro da Cossoul, Teatro d’Hoje, Teatro de Novos para Novos, Teatro Experimental de Lisboa, Teatro de Todos os Tempos (T.T.T.), Teatro do Nosso Tempo (T.N.T.), Comediantes do Porto e A Nossa Gente (companhia em digressão).
No cinema, onde trabalhou como ator, realizador e argumentista, participou em diversos filmes, entre os quais O Pátio das Cantigas, O Pai Tirano, Ladrão Precisa-se[carece de fontes?], Chaimite, A Costureirinha da Sé, Benilde ou a Virgem Mãe ou Manhã Submersa, Vidas sem Rumo,  A Traição Inverosímil, Ruínas do Interior, Fruto Proibido, Passagem de Nível. Realizou ainda Nocturno, uma curta-metragem em 16 mm que é transmitida na RTP e selecionada para passar na BBC. Por esta curta-metragem recebe, em 1962, o Prémio Nacional de Cinema de Sintra, além de quatro guiões baseados nas seguintes obras: O Convidado, de José de Lemos, A Forja, de Alves Redol, Alegria Breve, de Vergílio Ferreira, A Ponte sobre a Vida, de Mário Braga.
Na televisão, realizou as seguintes peças: A Partida de Bridge, O Xadrez do Diabo, Querida Ruth, Frei Luís de Sousa, Volpone, Diário de um Louco, Adorável Mentiroso, Sarah Bernhardt, Henrique IV e O Porteiro, tendo igualmente encenado as últimas quatro. Integra o elenco das telenovelas Origens, Palavras Cruzadas (ao lado de Eunice Muñoz), Ricardina e Marta, A Banqueira do Povo e Filhos do Vento.

## Biografia
Nasceu na freguesia dos Restauradores, posteriormente freguesia de Santa Justa, em Lisboa. Era filho de Manuel Ramos, natural de Trancoso (freguesia de Freches), e de Maria da Silva Galiza Ramos, natural de Sintra (freguesia de São Pedro de Penaferrim).
O interesse pelo mundo artístico manifesta-se desde cedo.
Em 1937 iniciou-se na rádio como locutor, após vencer um concurso. No Rádio Clube Português, apresenta, em conjunto com Maria Leonor, Nuno Fradique e Graça Maria, o jornal diário, Diário do Ar. Este programa, inovador na época, contou com inúmeros colaboradores, entre os quais se salienta Alves Redol e José Cardoso Pires.
A 10 de setembro de 1939, casou civilmente em Lisboa com Aurora do Rosário Pimenta (Santos-o-Velho, Lisboa, c. 1916), doméstica, filha de Júlio Joaquim Pimenta, natural de Lisboa (freguesia de São Vicente de Fora), e de Maria do Rosário Pimenta, doméstica, natural de Torre de Moncorvo. Por sentença de 23 de junho de 1959, os dois divorciaram-se litigiosamente.
Ao longo da sua passagem pela rádio, Jacinto Ramos dirige e interpreta numerosas peças e folhetins radiofónicos na Emissora Nacional/Radiodifusão Portuguesa e no Rádio Clube Português, colaborando igualmente no Rádio Peninsular e no Rádio Continental.
A sua estreia no Teatro, ainda como amador, dá-se na Sociedade Guilherme Cossoul, onde, em 1945, juntamente com José Viana, funda o Grupo de Teatro da Guilherme Cossoul. Levada à cena no Carnaval, Cravas de Todo o Ano foi um dos primeiros espetáculos apresentados e consistia numa paródia à peça Rosas de Todo o Ano, de Júlio Dantas, em que Jacinto Ramos e José Viana interpretavam em travesti.
Na Cossoul, entre outras peças, Jacinto Ramos interpreta e/ou encena: Laurinda, de Romeu Correia, O Urso, de Tchekov, Maria Emília, de Alves Redol, O Doido e a Morte, de Raul Brandão, Catão, de Garrett e O Monta-Cargas, de Harold Pinter. Pela Guilherme Cossoul passaram muitos dos futuros atores profissionais, tais como Raul Solnado, Varela Silva, Henrique Viana, Luís Alberto, Gilberto Gonçalves, Glicínia Quartin, entre outros.
A Cossoul viria a tornar-se uma referência no meio teatral quer pelos dramaturgos divulgados, quer pelos atores que ia formando.
Ainda na década de 40, juntamente com José Viana, Maria Barroso, Carlos Wallenstein e Lopes Graça,  forma um grupo artístico que percorre os arredores de Lisboa,  apresentando espetáculos de teatro, poesia e música, com o objetivo de "agitar politicamente as pessoas", como o próprio afirmava. Matricula-se no curso noturno do Conservatório Nacional, de onde somente sairia em 1949, após receber convite para atuar no Teatro Nacional. A convite de Alves da Cunha, que sempre considerou seu Mestre, ingressa na sua Companhia, percorrendo, pela primeira vez, o país, como ator profissional.
No ano de 1950, foi convidado por Amélia Rey Colaço, a ingressar na companhia Rey Colaço/Robles Monteiro e estreia-se no Teatro Nacional D. Maria II, como protagonista na peça Curva Perigosa. de J. B. Priestley, ao lado de Mariana Rey-Monteiro. Neste período, entre outras peças, interpreta: Sonho de Uma Noite de Verão, de Shakespeare, Casaco de Fogo, de Romeu Correia, Madame Sans-Gêne, de Victorien Sardou/Émile Moreau, Menina Júlia, de Strindberg, Os Maias, de Eça de Queiroz /Bruno Carreiro, A Visita da Velha Senhora, de F. Durrenmatt, A Condessa, de Maurice Druon, Peraltas e Sécias, de Júlio Dantas, O Processo de Jesus, de Diego Fabbri, As Árvores Morrem de Pé, de Alejandro Casona, Filomena Marturano, de Eduardo de Filippo, O Leque de Lady Windermere, de Oscar Wilde, O Lugre, de Bernardo Santareno, Diálogos das Carmelitas, de Bernanos, etc.
Após o incêndio do Teatro D. Maria II em 1964 e antes da sua reconstrução em 1978, Jacinto Ramos atua nos principais palcos de Lisboa e do país, em peças dos mais variados géneros, algumas de extraordinário êxito e que viriam a tornar-se uma referência na história do teatro português. Participou, nomeadamente na peça Duas Pernas... Um Milhão no Teatro Capitólio em 1967.
No Tivoli, no S. Luis, no Trindade, no Monumental, no Villaret, no Teatro Maria Vitória, no Laura Alves, no Avenida, no Capitólio, no Primeiro Acto, no Sá da Bandeira e no Teatro Experimental do Porto interpreta e/ou encena inúmeros espetáculos, dos quais se salienta: Adorável Mentiroso, de Jerome Kilty, Diário de um Louco, de Gogol, O Porteiro, de Harold Pinter, Tudo no Jardim, de Albee, Albergue Nocturno, de Gorki, As Três Irmãs, de Tchekov, Já Aqui Estive, de J. B. Priestley, Arsénico e Rendas Velhas, de Kesselring, Lourdes, de Alfredo Cortez, Quem tem medo de Virginia Woolf?, de Albee, Freud - o Princípio e o Fim, de Henry Denker, A Forja, de Alves Redol, O Príncipe e a Corista, de Terrence Rattingan, O Preço, de Arthur Miller, O Segredo, de Henry James, Antígona, de Anouilh, Caíram do Céu Três Anjos, de Albert Husson, Isaura, de Romeu Correia, o musical Duas Pernas, [[um Milhão, O Bem Amado, de Neil Simon, Os Ausentes, de Luz Franco, Descalços no Parque, de Neil Simon, A Severa, de Júlio Dantas, Jorge Dandin, de Molière.
Para muitas destas peças, Jacinto Ramos convida vários artistas plásticos e intelectuais da época que contribuíram com o seu talento para a qualidade dos espetáculos apresentados, nomeadamente Lima de Freitas, Sá Nogueira, João Vieira, Daniel Filipe, Conceição Silva, Jorge Listopad e tantos outros.
Após sua reabertura, em 1978, Jacinto Ramos regressa ao Teatro Nacional onde, na qualidade de ator e/ou encenador, participa em inúmeros espetáculos, tais como: Auto da Geração Humana, de Gil Vicente, O Rei Imaginário, de Raul Brandão, Dueto a Solo, de Tom Kempinski, Gin Game, de Donald Coburn, Sarah Bernhardt, de John Murrell, e O Jardim Zoológico de Cristal, de Tennessee Williams, Pedro o Cru, de António Patrício, Felizmente há Luar, de Luís de Sttau Monteiro e Longa Viagem para a Noite, de Eugene O’Neill.
O interesse pela divulgação da poesia e dos poetas portugueses, leva-o, em conjunto com Eunice Muñoz e Luz Franco, a apresentar em Goa, em 1981, o espetáculo Portugal e os seus Poetas.
Em 1985, um novo espetáculo de poesia, Cantando Espalharei, estreado na Fundação Gulbenkian, é levado em digressão por oitenta localidades de Portugal, Macau, Brasil, Uruguai, Argentina, Venezuela, e posteriormente a Macau. Em 1989, o espectáculo é transformado numa série de televisão para a RTP com realização de Lauro António.
Em 14 de fevereiro de 1994 Jacinto Ramos é condecorado pelo Presidente da República com o grau de Comendador da Ordem Militar de Sant'Iago da Espada.
Morreu em sua cidade natal, na Casa do Artista, onde residia, pela madrugada, após ter sofrido uma queda que lhe gerou complicações de saúde.

## Outros trabalhos
Tem os seguintes discos editados: Uma Campanha Alegre, A Forja, em colaboração com Norberto de Sousa, Esta é a Ditosa Pátria Minha Amada, em conjunto com Luz Franco, A Caravela e Cantando Espalharei.
Ator, encenador, realizador e muitas vezes coreógrafo, ainda traduz várias peças de teatro, participa em numerosos colóquios e cursos de formação teatral e colabora na imprensa, escrevendo regularmente para o Jornal de Notícias do Porto uma crónica sobre teatro. Publicou ainda o livro Esta é a Ditosa Pátria Minha Amada, em colaboração com Luz Franco.
Faz parte da Comissão Instaladora do SIARTE - Sindicato das Artes do Espectáculo e é um dos fundadores da APOIARTE - Associação de Apoio aos Artistas.

## Prémios
- Prémio Carlos Poffer (da Federação das Sociedades de Recreio, 1944)[8]
- Arte Dramática (Encenação, 1953)[8]
- Robles Monteiro (Encenação, 1959,[8] por Menina Júlia)
- Voz do Operário (Interpretação, 1960)[8]
- Prémio Nacional de Cinema de Sintra (Realização, 1962,[8] pelo filme Nocturno)
- Imprensa (interpretação, 1963, por Adorável Mentiroso),[8] (Interpretação, 1966, por Diário de um Louco)[8]
- Eduardo Brazão (Interpretação, 1968, por O Porteiro)
- SNI (interpretação), por O Porteiro, em 1967[8]
- SEIC (encenação), em 1971.[8]

## Carreira

### Cinema
Como ator:
- O Pai Tirano (1941)
- O Pátio das Cantigas (1942)
- Ladrão Precisa-se (1946)
- Chaimite[3] (1953)
- Vidas sem Rumo (1956)
- A Costureirinha da Sé (1958)
- Passagem de Nível (1965)
- A Traição Inverosímil (1971)
- Benilde ou a Virgem Mãe (1975)
- Fruto Proibido (1976)
- Ruínas do Interior (1977)
- Manhã Submersa[2] (1980)

Como realizador:
- Nocturno

### Televisão
Como realizador:
- A Partida de Bridge
- O Xadrez do Diabo
- Querida Ruth
- Frei Luís de Sousa[2]
- Volpone
- Diário de um Louco
- Adorável Mentiroso
- Sarah Bernhardt
- Henrique IV
- O Porteiro

Como ator:
- Origens (1983)[2]
- Palavras Cruzadas(1987)[2]
- Ricardina e Marta (1989)
- A Banqueira do Povo[2] (1993)
- Telhados de Vidro (1993)
- Filhos do Vento (1997).